# Улица Адмирала Октябрьского (Севастополь)
Улица Адмирала Октябрьского — улица в Ленинском районе Севастополя  между Большой Морской улицей и Площадью Восставших.
Пересекается с улицами Очаковцев, Кулакова, Новороссийской, Керченской и  Батумской. В конце улицы к ней примыкает  улица Частника.

## История
В конце XIX века улица называлась Херсонесской. Мост, которым эта улица пересекала  Городской овраг, назывался также Херсонесским.
3 января 1921 года Севастопольский ревком переименовал Херсонесскую улицу в улицу Восставших в память о революционные события 1905 года.
В конце улицы образовалась площадь, названная 26 августа 1969 года площадью Восставших, а улица Восставших была переименована в улицу Адмирала Октябрьского.
До 2012 г. участок между улицами Очаковцев и Большая Морская была покрыта брусчаткой, однако в ходе капитального ремонта её заменили на асфальт.

## Галерея

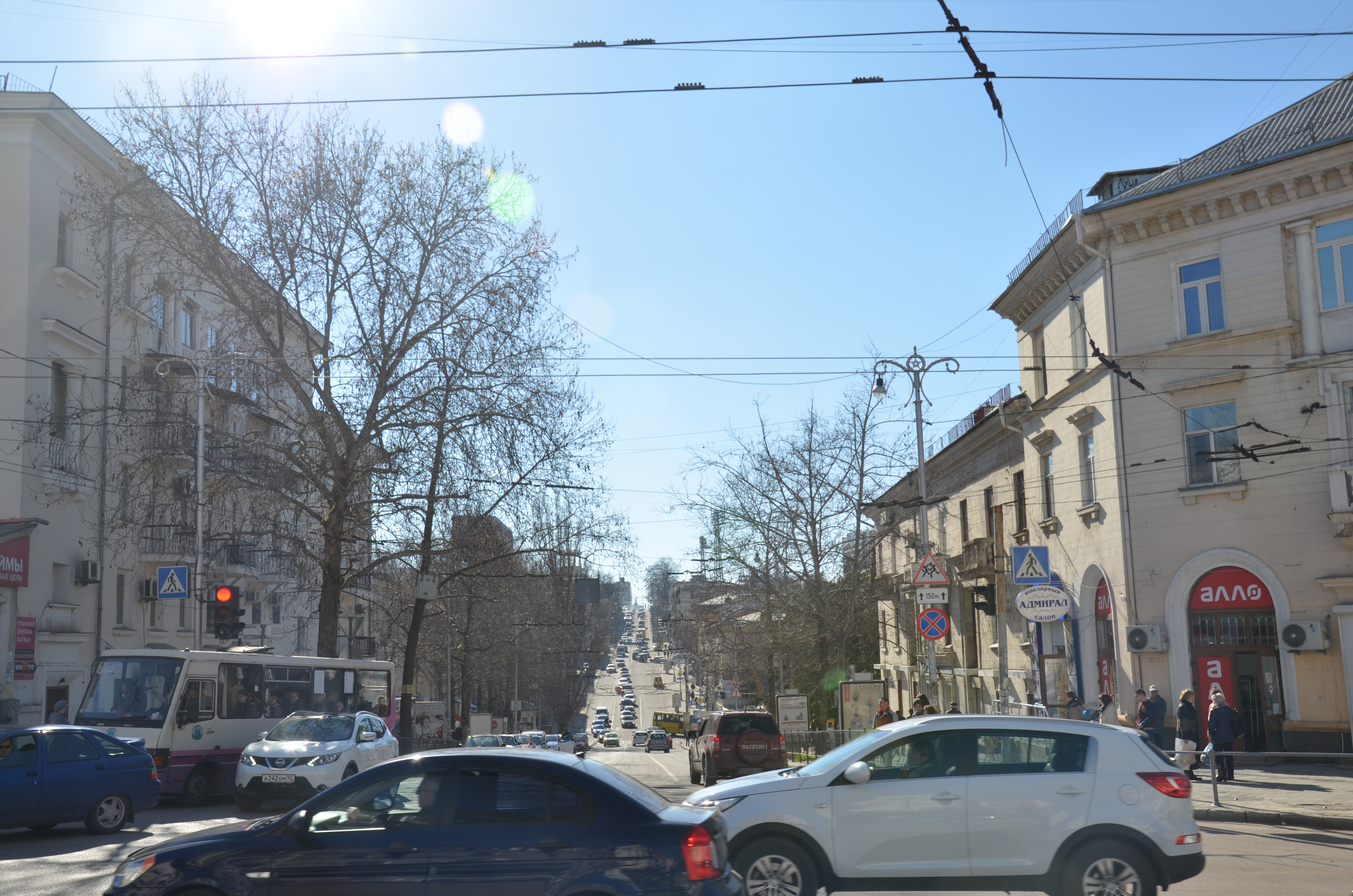
Вид на ул. Адм. Октябрьского со стороны ул. Б.Морской
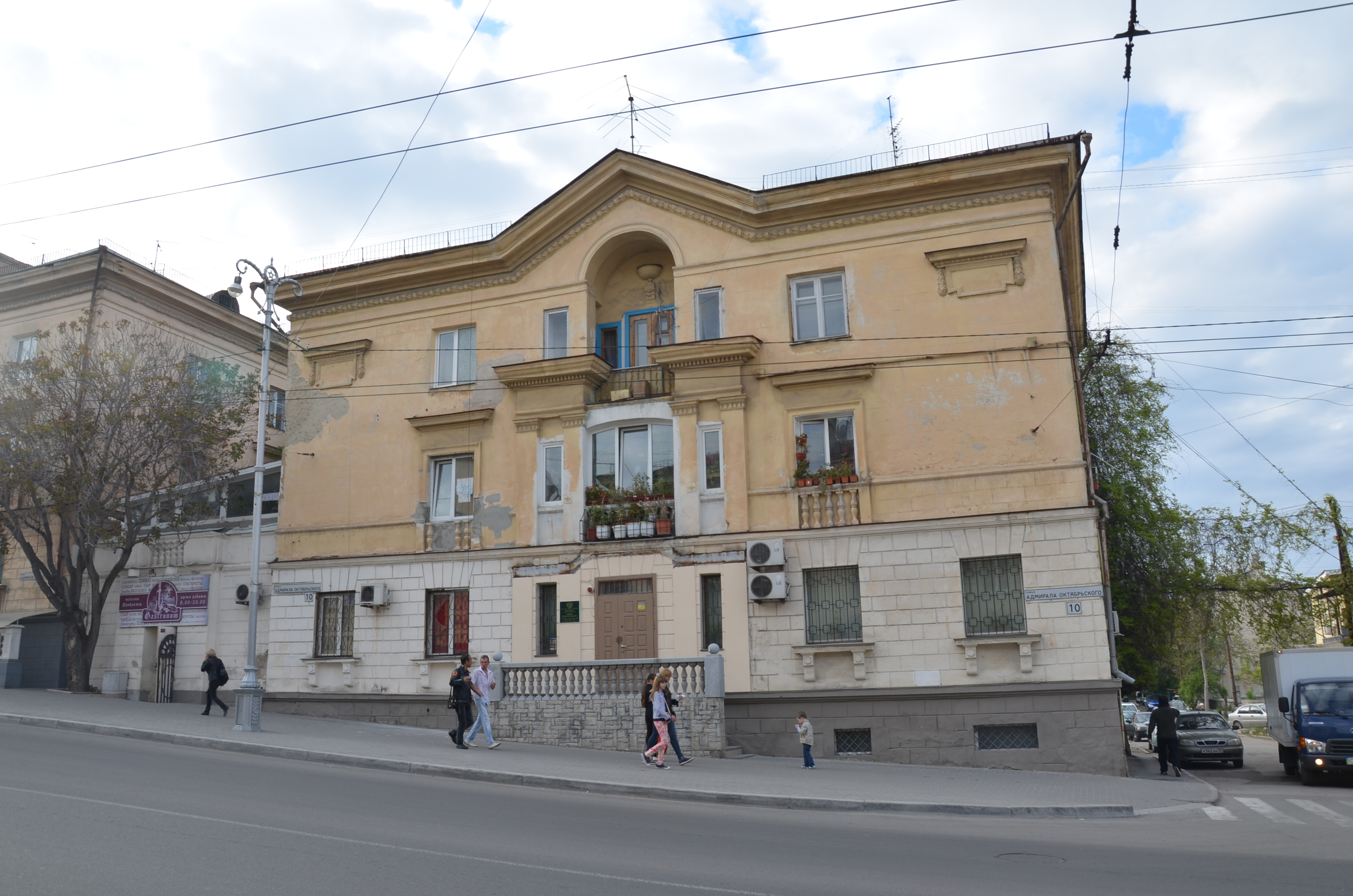
Улица Адм. Октябрьского, д.10
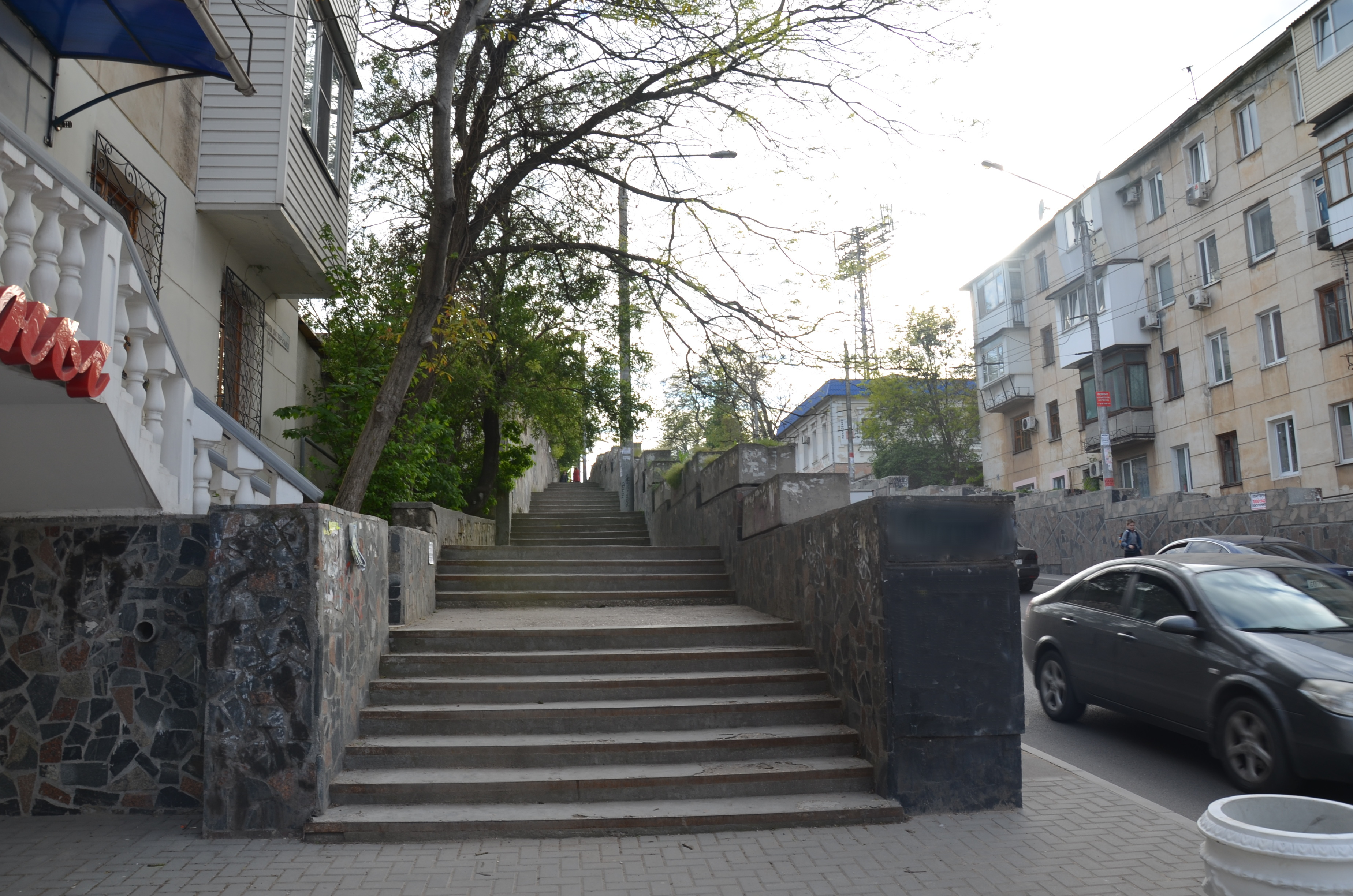
Лестницы на улице Адмирала Октябрьского (Севастополь)